# Eneli Jefimova
Eneli Jefimova (Tartu, 27 de diciembre de 2006) es una deportista estonia que compite en natación.
Ganó una medalla de bronce en el Campeonato Mundial de Natación en Piscina Corta de 2024, una medalla de oro en el Campeonato Europeo de Natación de 2024 y tres medallas en el Campeonato Europeo de Natación en Piscina Corta, en los años 2021 y 2023.

## Palmarés internacional
| Campeonato Mundial en Piscina Corta | Campeonato Mundial en Piscina Corta | Campeonato Mundial en Piscina Corta | Campeonato Mundial en Piscina Corta |
| Año                                 | Lugar                               | Medalla                             | Prueba                              |
| ----------------------------------- | ----------------------------------- | ----------------------------------- | ----------------------------------- |
| 2024                                | Budapest (Hungría)                  | Medalla de bronce                   | 100 m braza                         |
| Campeonato Europeo                  |                                     |                                     |                                     |
| Año                                 | Lugar                               | Medalla                             | Prueba                              |
| 2024                                | Belgrado (Serbia)                   | Medalla de oro                      | 100 m braza                         |
| Campeonato Europeo en Piscina Corta |                                     |                                     |                                     |
| Año                                 | Lugar                               | Medalla                             | Prueba                              |
| 2021                                | Kazán (Rusia)                       | Medalla de plata                    | 100 m braza                         |
| 2023                                | Otopeni (Rumania)                   | Medalla de oro                      | 100 m braza                         |
| 2023                                | Otopeni (Rumania)                   | Medalla de plata                    | 50 m braza                          |